# Palmas Futebol e Regatas
El Palmas Futebol e Regatas és un club de futbol brasiler de la ciutat de Palmas a l'estat de Tocantins.

## Història
El club va ser fundat el 31 de gener de 1997 a partir de la Sociedade Esportiva Canelas. En el seu palmarès destaquen cinc campionats estatals durant els anys 2000. El 1997 disputà el Campeonato Brasileiro Série C per primer cop, essent eliminat a la primera fase. El 2004 fou eliminat de la Copa do Brasil a quarts de final pel club 15 de Novembro. Fou la seva millor participació en aquesta competició.

## Estadi
El club disputa els seus partits com a local a l'Estadi Municipal de Palmas Nilton Santos Stadium, inaugurat el 2000, amb una capacitat màxima per a 12.000 espectadors.

## Palmarès
- Campionat tocantinense:
  - 2000, 2001, 2003, 2004, 2007